# Năsăud
Năsăud (pronunciat en romanès: [nəsəˈud]; en alemany: Nassod, Nußdorf; en hongarès: Naszód) és una ciutat del comtat de Bistrița-Năsăud a Romania situada a la regió històrica de Transsilvània. La ciutat administra dos pobles, Liviu Rebreanu (fins al 1958 Prislop; Priszlop) i Lușca (Szamospart).
Segons el cens del 2011, el 93,6% dels habitants eren romanesos, el 5,5% gitanos i el 0,6% hongaresos. Segons estimació 2012 comptava amb una població d'11.323 habitants.

## Història
El nom de Năsăud deriva possiblement de l'eslau nas voda, que significa "prop de l'aigua". Una altra etimologia prové de Nußdorf (Nussdorf, "poble de les nogueres"), el nom saxó transsilvani de la ciutat durant l'edat mitjana. Tanmateix, va derivar d'un nom de persona, documentat el 1269 com a Naswod (actual Nesvady).
Antiga ciutat fronterera dels Habsburg coneguda pels seus regiments fronterers amb escarna i bones escoles, Năsăud va veure l'expansió industrial durant l'era comunista i el col·lapse industrial després del 1989. L'activitat econòmica local gira al voltant de l'economia de les remeses generada per la migració massiva a Espanya i Itàlia durant els primers anys de la dècada de 2000, tot i que els membres més importants de la indústria tèxtil i química han estat rejovenits per l'adhesió a la UE.
A Năsăud encara queden alguns edificis de finals del segle xviii i principis del XIX. El més destacable en aquest sentit és l'església greco-catòlica local romanesa i l'antiga seu militar del regiment militar de l'era dels Habsburg, ara museu. Tot i que l'ajuntament es troba al bell mig, el centre del segle xix de la ciutat ha quedat en decadència. Des del 2012 el municipi ha començat a restaurar els edificis del nucli antic de la ciutat. L'ajuntament va veure una restauració i ampliació completa el 2013.
El repunt econòmic de mitjans de la dècada de 2000 s'ha traduït en una millor vida de la ciutat i millores en la infraestructura. En aquest sentit, cal destacar la reforma de l'antiga seu militar (ara museu), millora de les carreteres i més opcions de bar / restaurant. Dos restaurants nous (Geea i La Borsanu) són populars a la ciutat.

## Fills il·lustres
- Joel Brand (1906-1964), membre del Comitè d'Ajuda i Rescat de Budapest durant l'Holocaust
- Tudor Bompa (nascut el 1932), científic esportiu, professor de la Universitat de York
- Nicolae Bretan (1887–1968), compositor d'òpera, baríton, director i crític musical
- Vasile Dîncu (nascut el 1961), polític
- Tudor Drăganu (1912–2010), jurista
- Veronica Micle (1850–1889), poeta, més coneguda per la seva relació amorosa amb Mihai Eminescu
- Constantin C. Moisil (1876–1958), arxiver, historiador, numismàtic i mestre d'escola
- Iuliu Moisil (1859-1947), mestre d'escola i escriptor de no-ficció

## Galeria de fotos

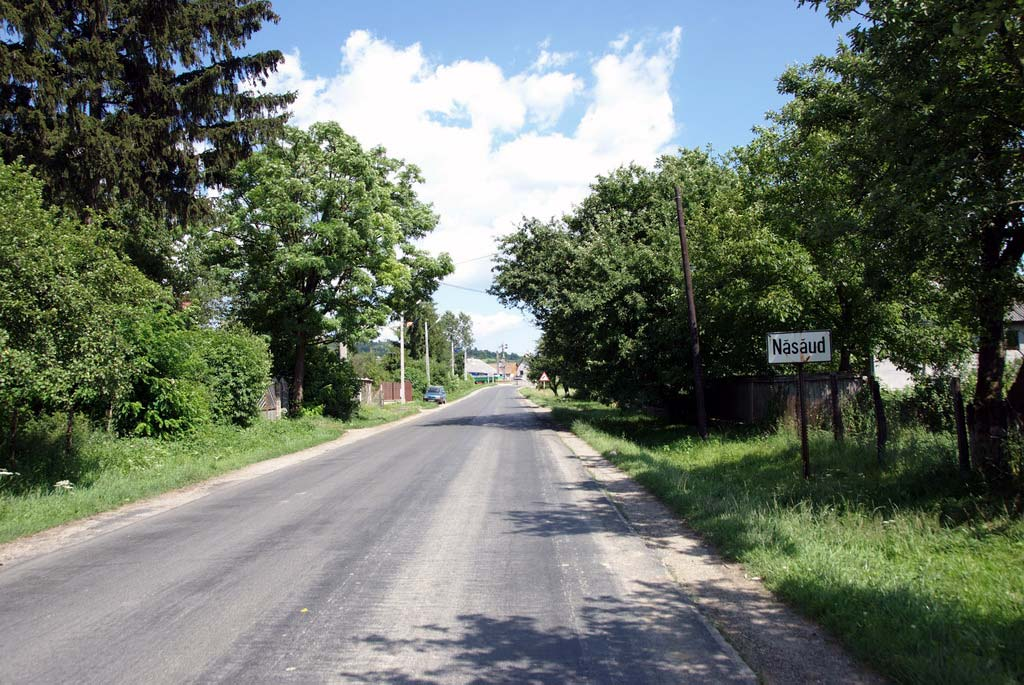
Entrada per l'oest
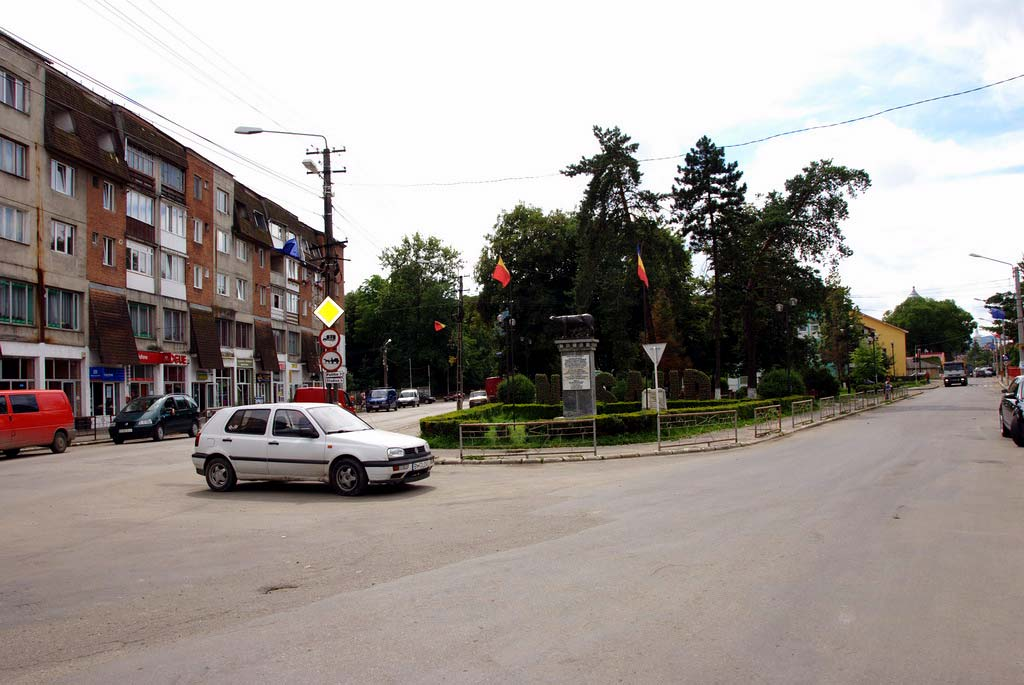
Vista des de l'est
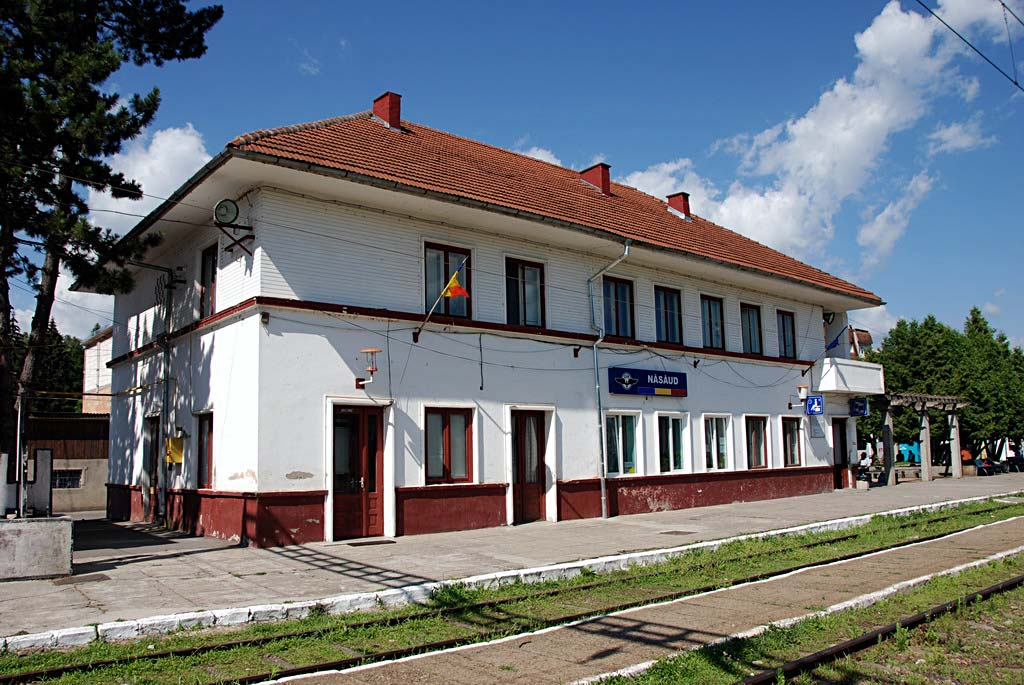
Estació de tren
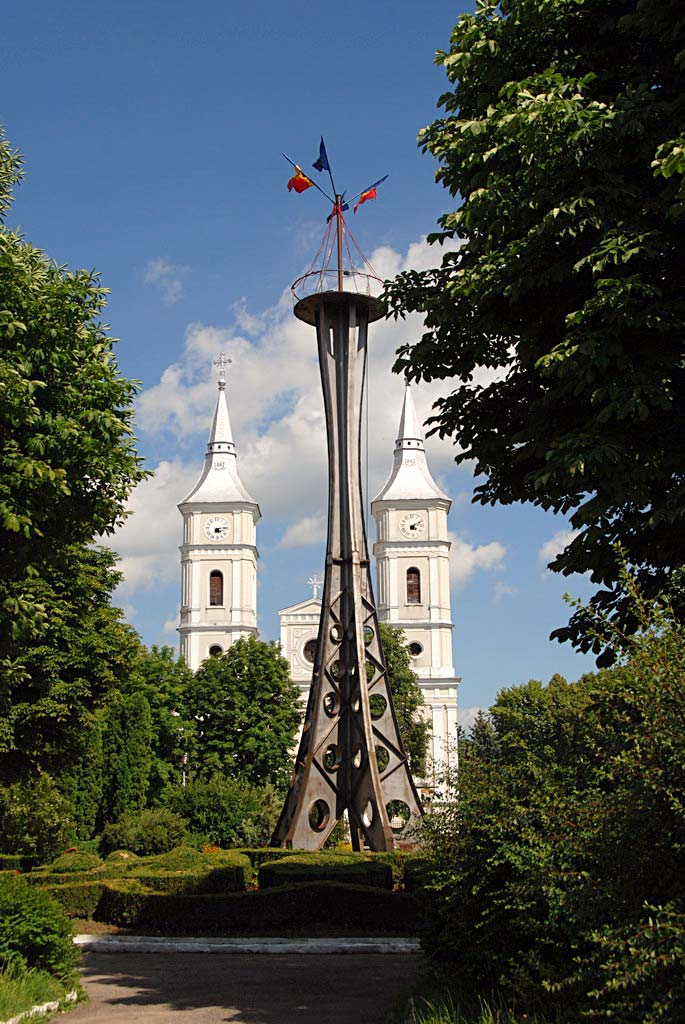
Torres de l'església greco-catòlica romanesa
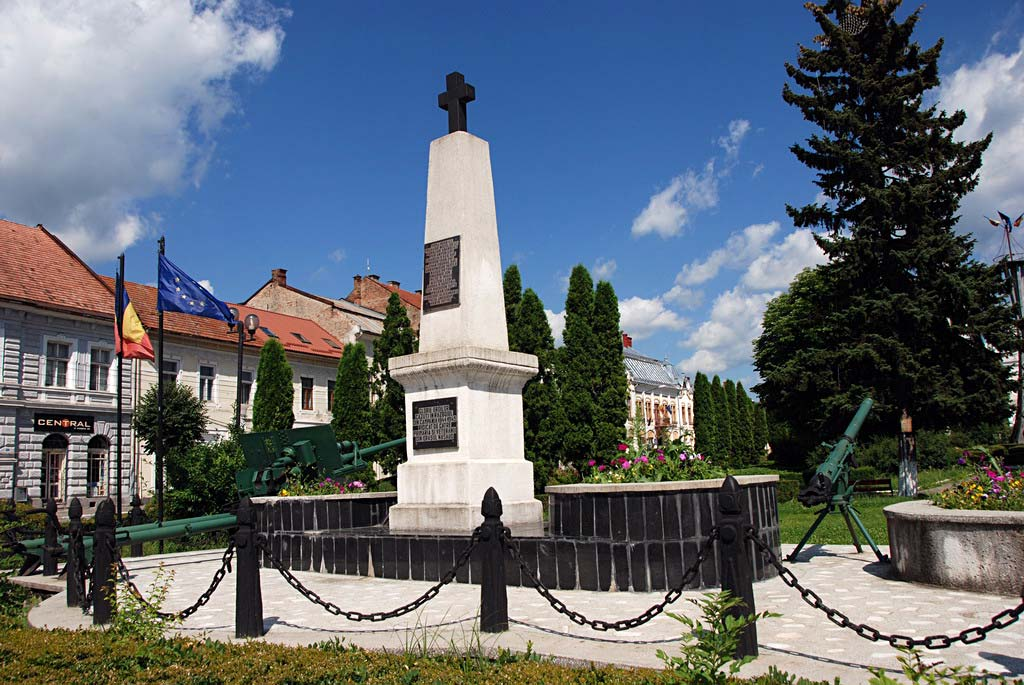
Monument al parc
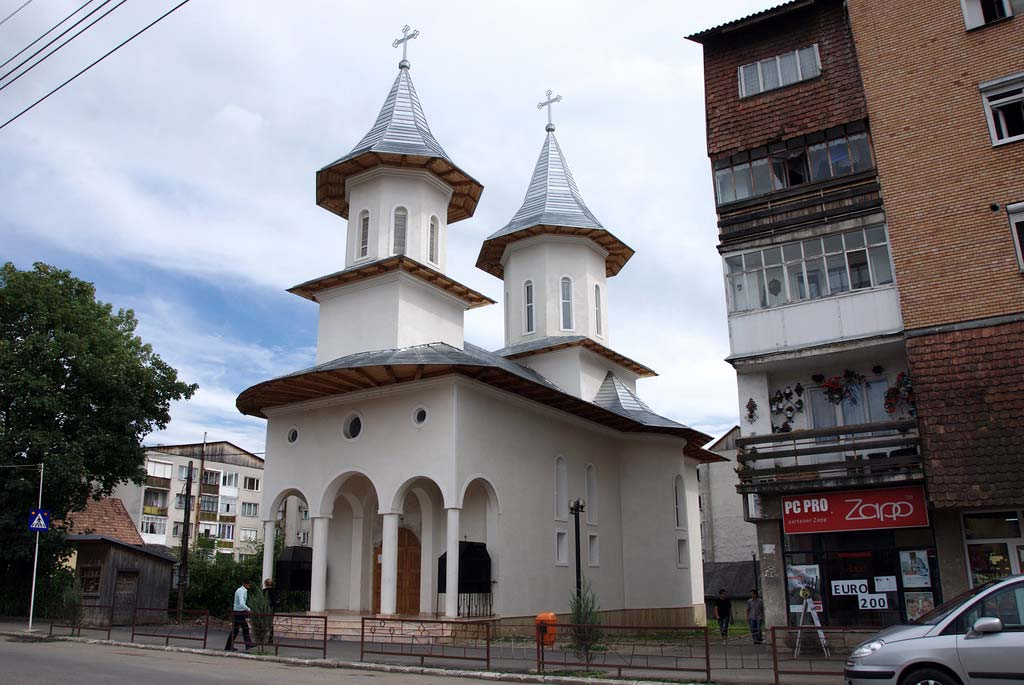
Església ortodoxa romanesa